# Sandfly Colliery Tramway
| Schmalspur-Kipplorenzug auf einer der Trestle-Brücken |                     |                           |                           |
| Streckenlänge: | 20 km               |                           |                           |
| Spurweite: | 610 mm (2-Fuß-Spur) |                           |                           |
| Maximale Neigung: | 1:28 = 35 ‰         |                           |                           |
| |                     |                           |                           |
| \| \| \| Kaoota Mine \| \| \| \| Pelverata Road \| \| \| \| Thomson Creek \| \| \| \| Perrins Saddle \| \| \| \| Platypus Creek \| \| \| \| McGowans Road \| \| \| \| Van Morrey Road \| \| \| \| Hickman's Road \| \| \| \| 457 m (1,499 ft) ü. N. N. \| \| \| \| Channel Highway \| \| \| \| Margate Wharf \| |                     |                           |                           |
| Kopfbahnhof Streckenanfang (Strecke außer Betrieb) |                     | Kaoota Mine               | Kaoota Mine               |
| Bahnübergang (Strecke außer Betrieb) |                     | Pelverata Road            | Pelverata Road            |
| Brücke über Wasserlauf (Strecke außer Betrieb) |                     | Thomson Creek             | Thomson Creek             |
| |                     | Perrins Saddle            |                           |
| Brücke über Wasserlauf (Strecke außer Betrieb) |                     | Platypus Creek            | Platypus Creek            |
| Bahnübergang (Strecke außer Betrieb) |                     | McGowans Road             | McGowans Road             |
| Bahnübergang (Strecke außer Betrieb) |                     | Van Morrey Road           | Van Morrey Road           |
| Bahnübergang (Strecke außer Betrieb) |                     | Hickman's Road            | Hickman's Road            |
| Kulminations-/Scheitelpunkt (Strecke außer Betrieb) |                     | 457 m (1,499 ft) ü. N. N. | 457 m (1,499 ft) ü. N. N. |
| Bahnübergang (Strecke außer Betrieb) |                     | Channel Highway           | Channel Highway           |
| Kopfbahnhof Streckenende (Strecke außer Betrieb) |                     | Margate Wharf             | Margate Wharf             |

Die  Sandfly Colliery Tramway oder Kaoota Tramway war eine 20 Kilometer lange Schmalspurbahn mit einer Spurweite von 610 Millimetern (2 Fuß), die die Kaoota Mine mit dem Hafen von Margate in Tasmanien verband. Sie wurde 1905–06 für den Kohletransport gebaut, überquerte zehn Brücken und erreichte eine Höhe von 457 Metern über dem Meeresspiegel. Nachdem die Kohlenzeche geschlossen worden war, wurde sie als Waldeisenbahn und zum Güter- und Personenverkehr weiterverwendet. Die Bahnstrecke wurde 1922 abgebaut, nachdem Flächenbrände mehrere Holzbrücken entlang der Strecke zerstört hatten. Heute werden sechs Kilometer als Rad- und Wanderweg genutzt, während der Rest der Trasse auf einem nicht zugänglichen Privatgelände liegt.

## Geschichte

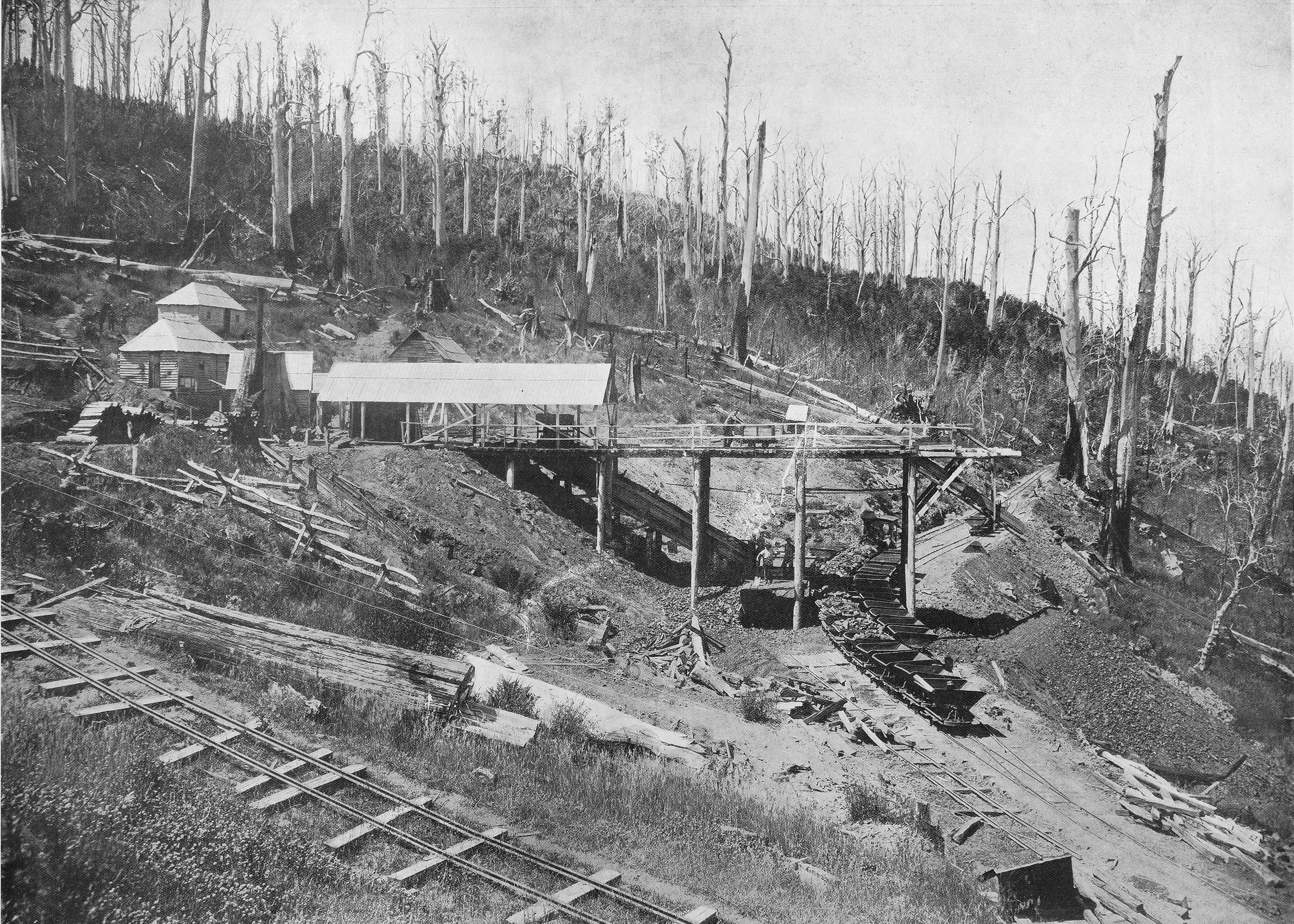
Verladerampe an der Kohlenzeche

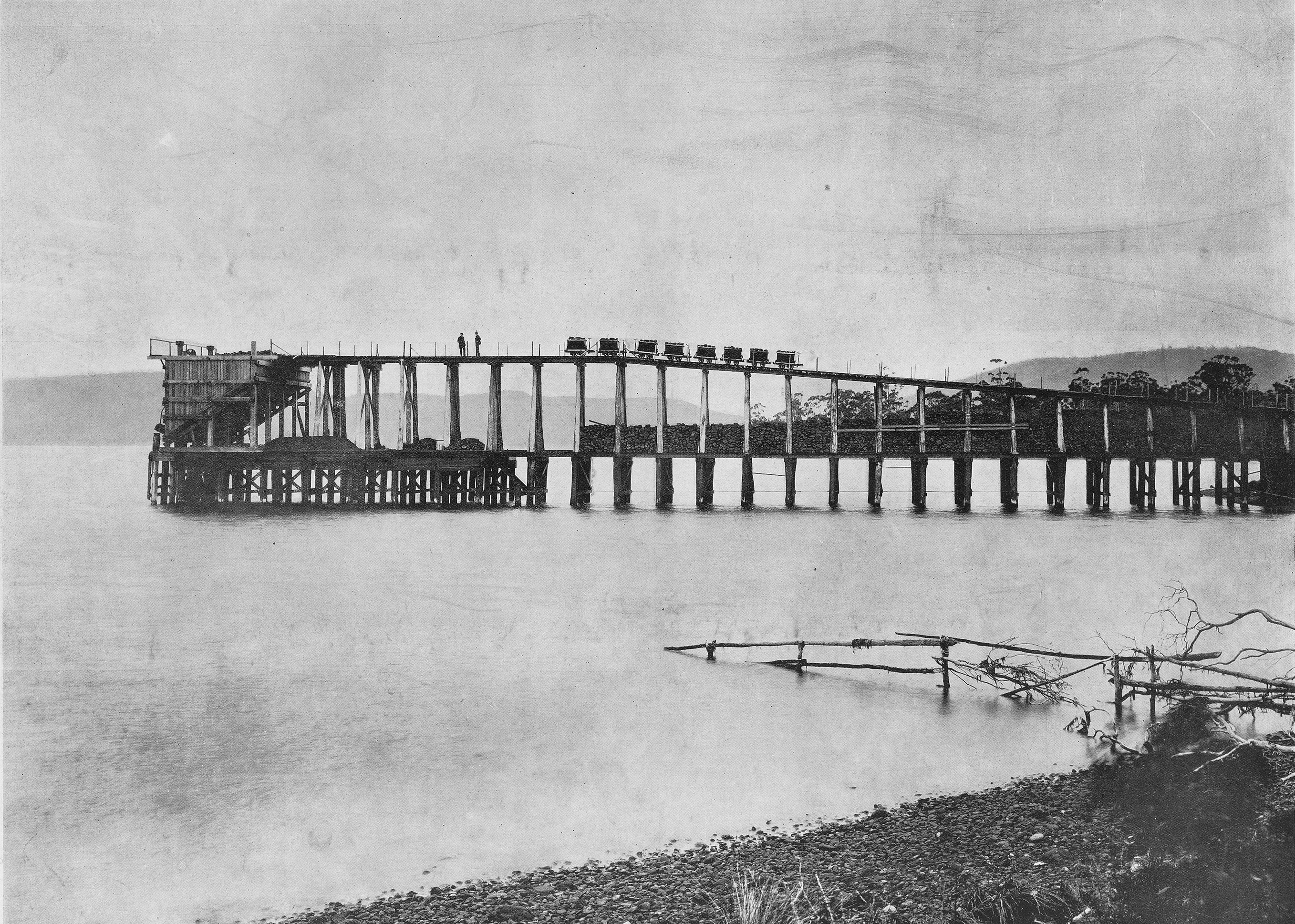
Verladerampe am Hafen

Die Strecke wurde 1906 von der Sandfly Colliery Company erbaut. Im Jahr 1904 wurden 35 t Schienen, eine Dampflokomotive und 47 Wagen von den Erbauern, Messrs. Henrickson and Knutson aus Dunalley für 1000 AUD erworben. Im Jahr 1916 gehörte die Bahn der Tasmanian Wallsend Company. Sie wurde von der Tasmanischen Regierung übernommen, als der Kohlebergbau eingestellt wurde. Zwischen 1917 und 1921 wurde die Strecke an den Kingborough Council für den lokalen Güterverkehr verpachtet, bevor sie 1922 abgebaut und zur Ida Bay Railway bei Catamaran transportiert wurde.

## Strecke
Die Strecke führte vom Hafen bei Margate über den Channel Highway, Hickman's Road, Van Morrey Road, McGowans Road, Perrins Saddle, Thomson Creek und Pelverata Road. Zwischen Channel Highway und Hickmans Road hatte sie eine maximale Steigung von 1:28.

## Schienenfahrzeuge
Es gab zwei aus Europa importierte Krauss-Tenderlokomotiven.
Die 0-4-0T Krauss-Lokomotive mit der Fabriknummer 4526 aus dem Baujahr 1902 wurde von Messrs. Hendrickson and Knutson erworben und wurde 1906 an die Kohlenzeche geliefert. Sie wurde später an die Catamaran Colliery Company weiterverkauft und 1940 mit Ersatzteilen von der Krauss-Lokomotive Nummer 4080 generalüberholt.
Die andere Krauss-Lokomotive war eine etwas schwerere 2-4-0T mit der Fabriknummer 5682 aus dem Baujahr 1906. Sie wog zehn Tonnen, hatte 9 × 12 Zoll Zylinder und 24 Zoll Treibraddurchmesser. Sie wurde 1907 fabrikneu durch die Kohlezeche von Krauß’ Handelsvertreter Lohmann Brothers in Melbourne geliefert und erhielt die Nummer 1. Nach 1914 war sie die einzige Lokomotive der Kohlenzeche.
Nach einem Flächenbrand wurde die Lokomotive Nummer 5682 im Januar 1920 auf offener Strecke abgestellt, da der Wiederaufbau der abgebrannten Holzbrücke zu kostenaufwendig gewesen wäre. Ein Holzschuppen wurde an Ort und Stelle errichtet, um sie vor den Witterungseinflüssen zu schützen. Als der Abbau der Strecke im Juni 1922 bis an diese Stelle kam, wurde sie über ein temporär um die abgebrannte Brücke herum verlegtes Gleis nach Margate gebracht. Sie wurde an die Electrona Carbide Works für den Einsatz auf der Strecke der Ida Bay Railway verkauft. Sie steht heute bei der Redwater Creek Steam Railway in Sheffield, Tasmanien.